# بلدرچین بیشه‌ای مانیپور
بلدرچین بیشه‌ای مانیپور (نام علمی: Perdicula manipurensis) نام یک گونه از سرده بلدرچین‌های بیشه‌ای است.